# Nic Moore
Nicolas Moore, detto Nic (Winona Lake, 1º luglio 1992), è un ex cestista statunitense.

## Carriera
Con gli Stati Uniti ha disputato le Universiadi di Gwangju 2015.

## Palmarès
- Match des Champions: 1

Nanterre: 2017